# Lovetj
Lovetj (bulgariska: Ловеч) är en stad i nordcentrala Bulgarien med en befolkning på omkring 50 000 personer. Lovetj ligger i kommunen Obsjtina Lovetj och är huvudort i regionen Lovetj omkring 150 kilometer från huvudstaden Sofia. Nära Lovetj ligger städerna Pleven, Trojan och Teteven.

## Geografi
Lovetj ligger i norra delen av Balkanbergen på båda sidor om floden Osăm.

## Kända personer från Lovetj
- Georgi Ivanov - den förste bulgariske kosmonauten

## Galleri

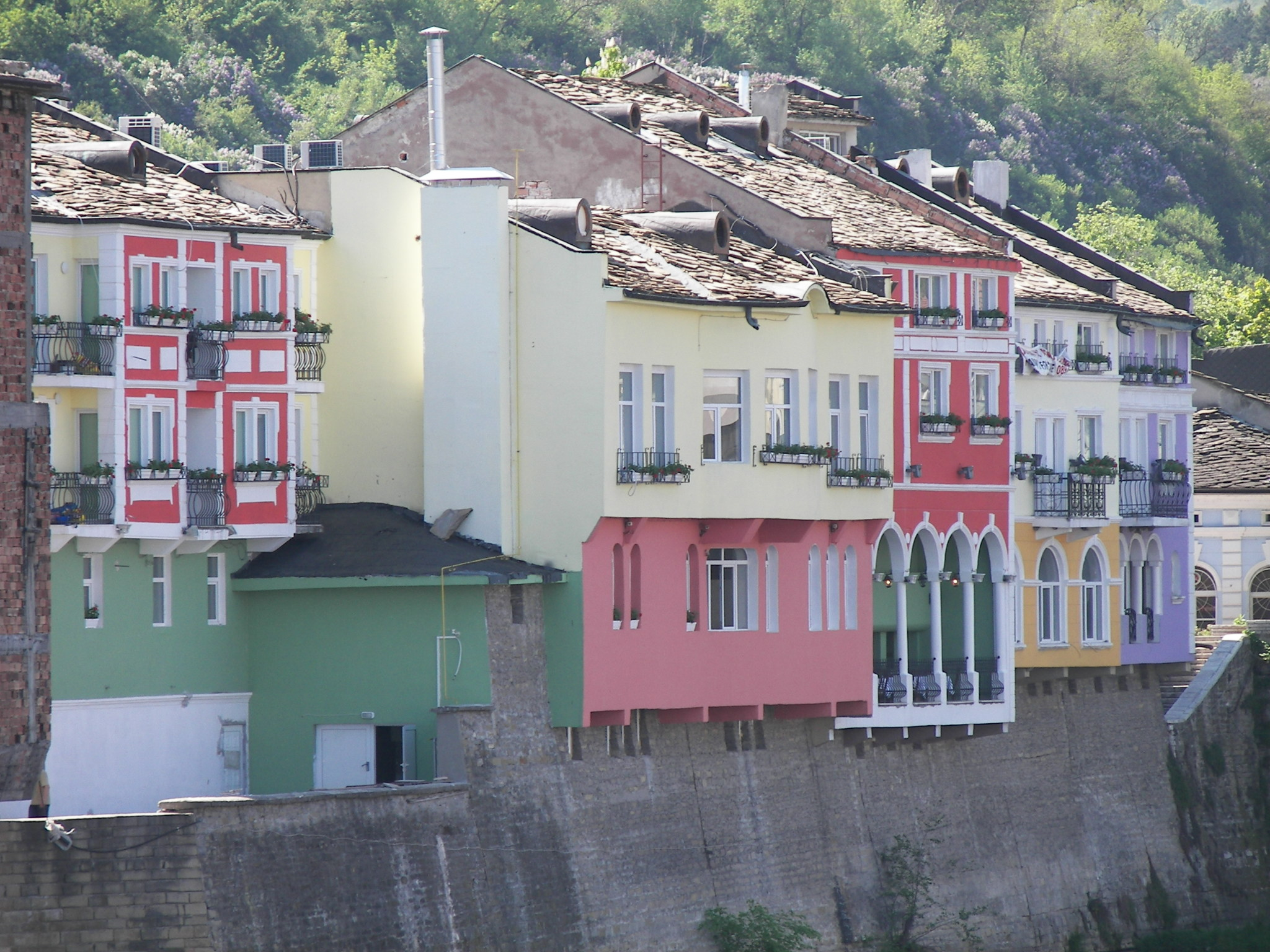
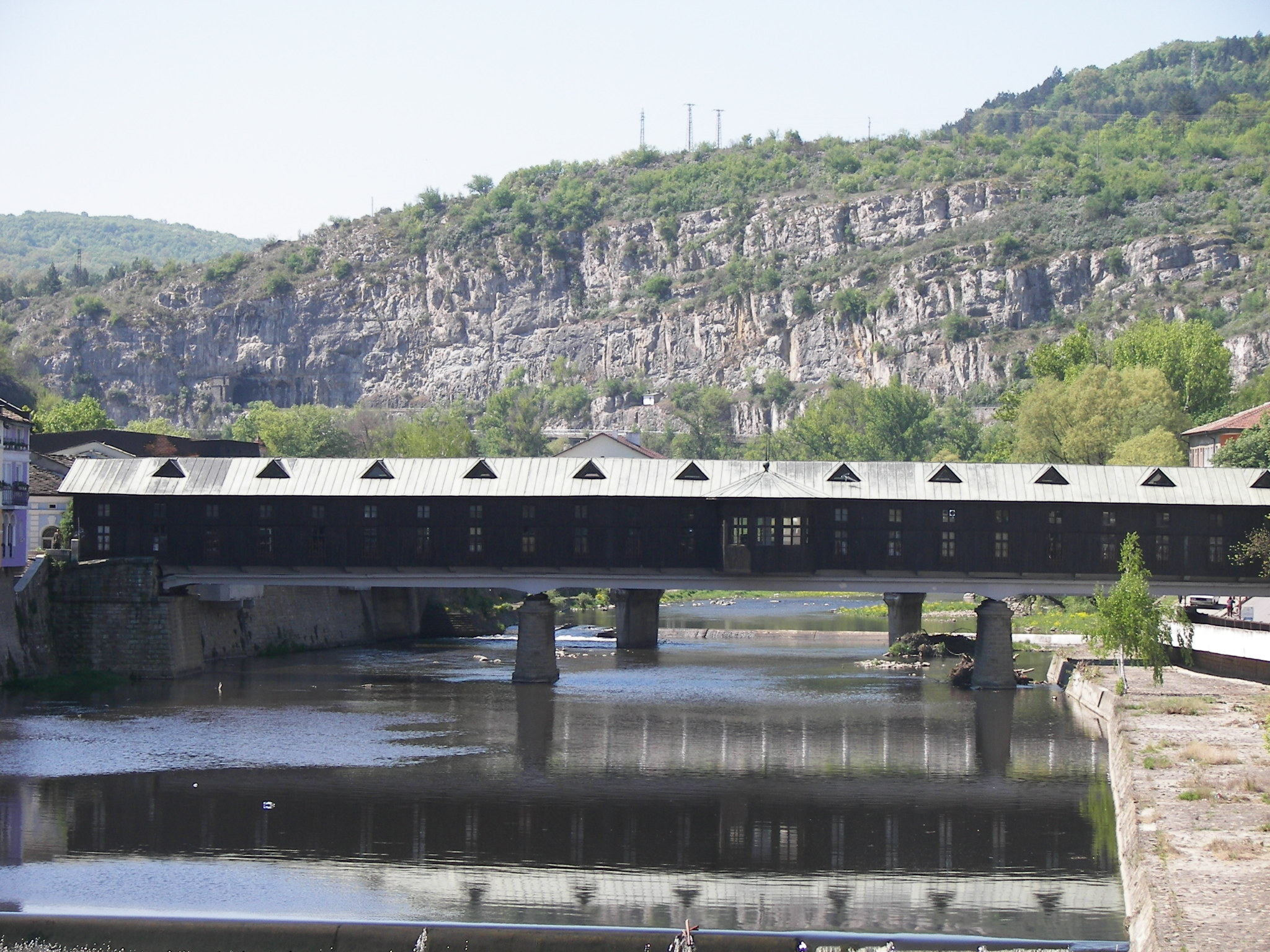
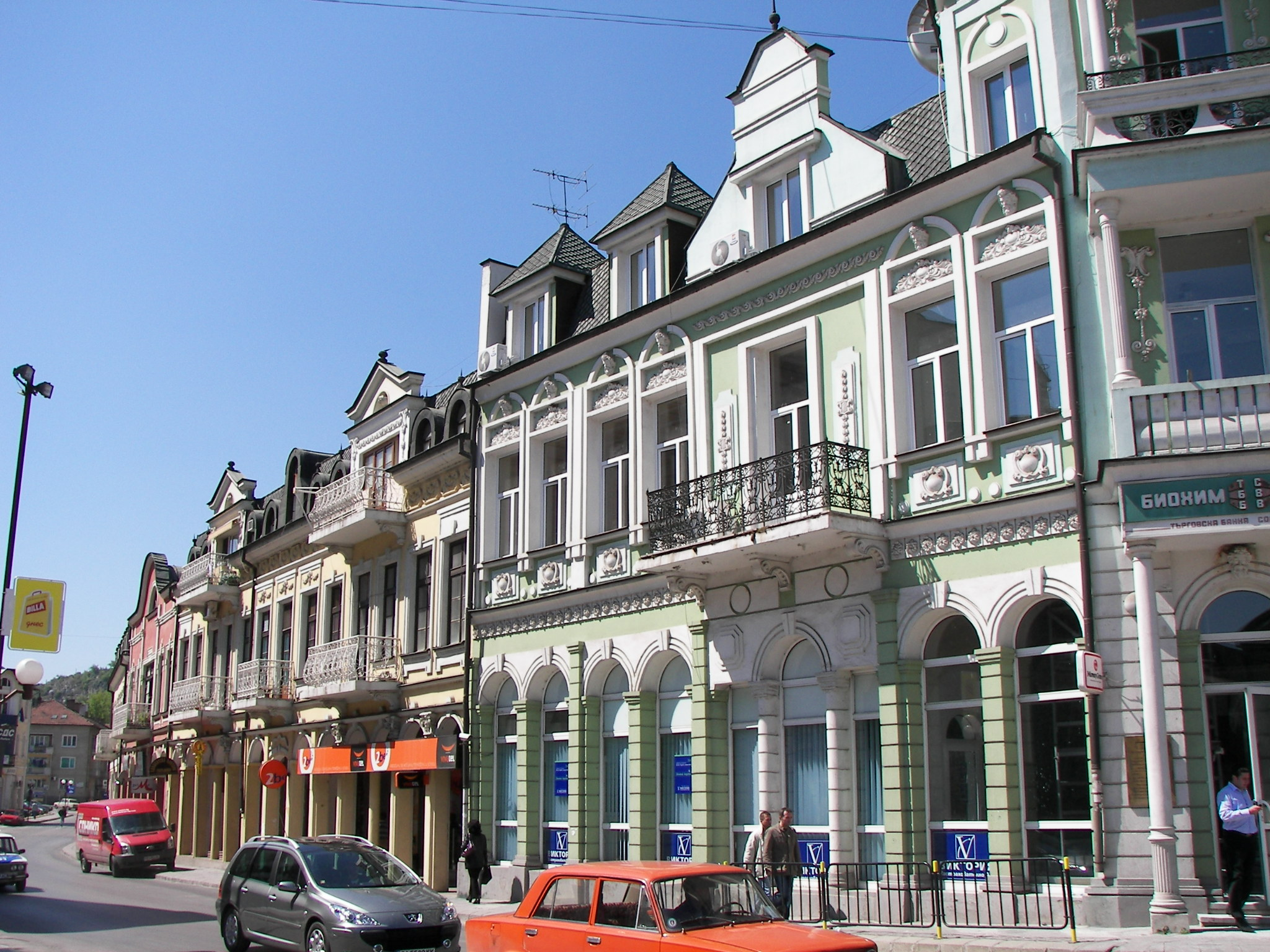
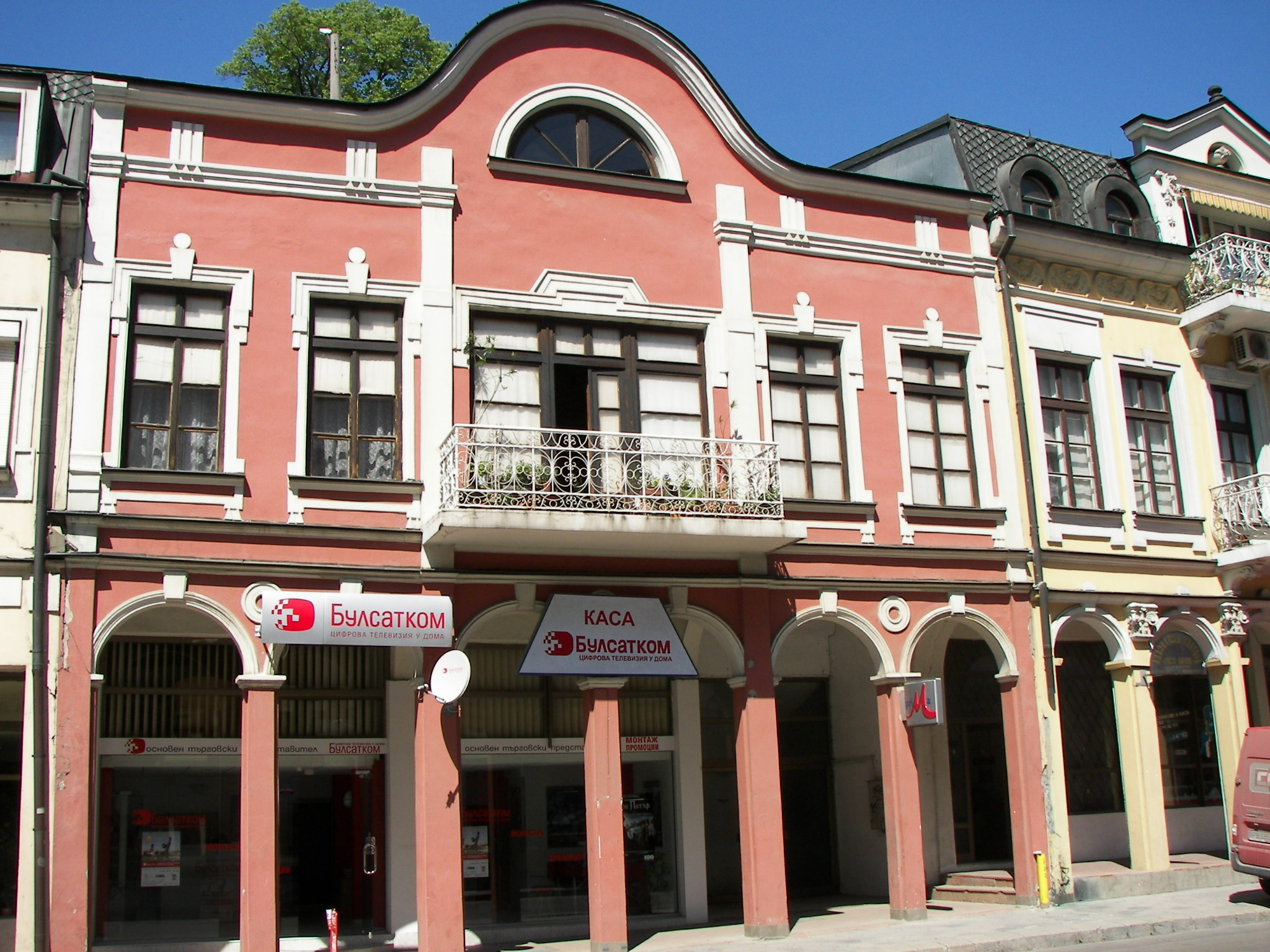
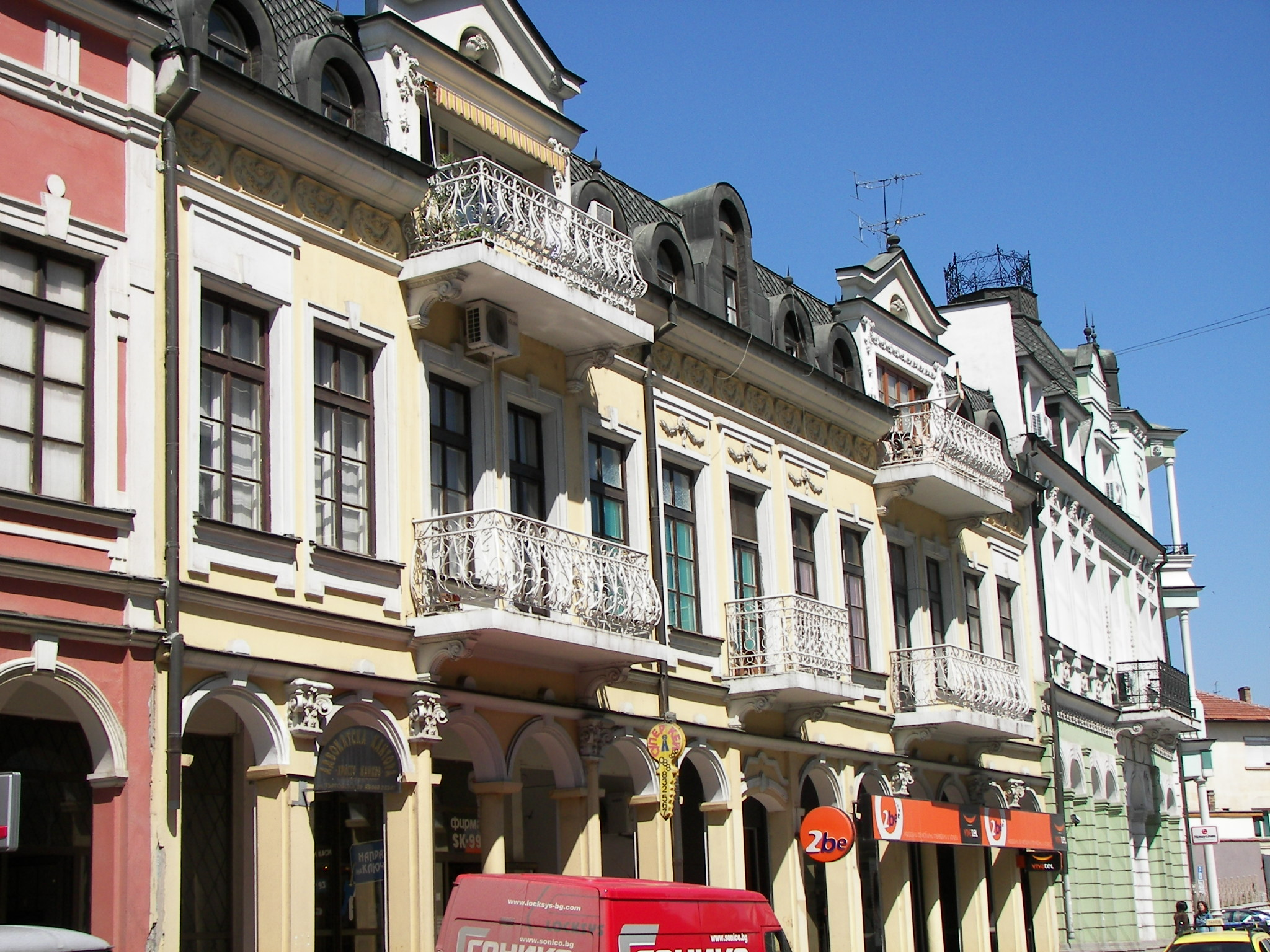

## Vänorter
- Erfurt, Tyskland sedan 1971
- Rjazan, Ryssland sedan 1964